# Liste der Musikveröffentlichungen aus Clannad
Dies ist eine Liste der Musikveröffentlichungen, die aus dem Ren’ai-Adventure Clannad und dessen Adaptionen hervorgingen.

## Auf dem Spiel basierend

### Sorarado
Sorarado (ソララド, Katalognummer KSLA-0009) ist ein Musikalbum das auf der Musik des Spiels aufbaut und in Japan am 28. Dezember 2003 von dem Plattenlabel Key Sounds Label veröffentlicht wurde. Das Album bestand insgesamt aus sechs Titeln die von Riya interpretiert wurden und einzelne Passagen bzw. Melodien aus der Hintergrundmusik des Spiels übernahmen. Komponiert, arrangiert und produziert wurde das Album von Shinji Orito, Magome Togoshi, Riya, Manyo und Takumaru.
| # | Titel                            | Text | Komposition                  | Arrangement | Länge |
| - | -------------------------------- | ---- | ---------------------------- | ----------- | ----- |
| 1 | Shōjo no Gensō (少女の幻想)      | Key  | Magome Togoshi               | Takumaru    | 05:43 |
| 2 | Over (オーバー)                  | Key  | Shinji Orito                 | Manyo       | 05:07 |
| 3 | Uminari (海鳴り)                 | Key  | Shinji Orito                 | Manyo       | 05:51 |
| 4 | Tōi Tabi no Kioku (遠い旅の記憶) | Riya | Shinji Orito                 | Takumaru    | 05:38 |
| 5 | Ichiman no Kiseki (一万の軌跡)   | Key  | Shinji Orito, Magome Togoshi | Manyo       | 06:53 |
| 6 | Sora ni Hikaru (空に光る)        | Key  | Magome Togoshi               | Takumaru    | 05:11 |

### Mabinogi
Mabinogi (Katalognummer KSLA-0011) ist ein Arrange-Album das eine Auswahl der Titel des ursprünglichen Spiels enthält, die von Hideki Higuchi remixed wurden. Das Album wurde nie zum freien Kauf angeboten, sondern war der limitierten Fassung der PC-Fassung des Spiels beigelegt, die am 28. April 2004 erschien. Veröffentlicht wurde es von Key Sounds Label und trägt die Katalognummer KSLA-0010. Das Album Re-feel trägt jedoch ebenfalls diese Nummer und wurde zuvor veröffentlicht. Dementsprechend ist KSLA-0011 die eigentlich korrekte Katalognummer. Die CD enthielt neben den 8 neu arrangierten Stücken auch eine Langfassung der Titelmusik Mag Mell, die aber nicht verzeichnet war.
| # | Titel                                                                                 | Komposition    | Länge |
| - | ------------------------------------------------------------------------------------- | -------------- | ----- |
| 1 | Sono Sakura Sudare wo Nukete (その桜簾を抜けて)                                       | Jun Maeda      | 03:31 |
| 2 | Moegiiro no Ishidatami wo Kakeru (萌葱色の石畳を駆ける)                               | Magome Togoshi | 06:08 |
| 3 | Kaze ni Nabiku Himawariiro no Wanpīsu (風になびく向日葵色のワンピース)                | Magome Togoshi | 03:25 |
| 4 | Munamoto ni Rairakku no Hana Kazari (胸元にライラックの花飾り)                        | Shinji Orito   | 01:57 |
| 5 | Tenohira ni Nokoru Nukumori wa (手のひらに残る温もりは)                               | Shinji Orito   | 04:42 |
| 6 | Umarekawatta Atarashii Seimei (生まれ変わった新しい生命)                              | Jun Maeda      | 06:28 |
| 7 | Hikari Afureru Yurikago no Naka de (光りあふれる揺りかごの中で)                       | Shinji Orito   | 06:03 |
| 8 | Haha Kara Ko e Uketsugareru Chiisana Uta (母から子へ受け継がれる小さな唄)             | Jun Maeda      | 07:29 |
| 9 | Mag Mell (メグメル) in einer Langfassung, Text: Riya; Arrangement: Kiku; Gesang: Riya | Eufonius       | 04:51 |

### Clannad Original Soundtrack
Der Soundtrack Clannad Original Soundtrack (Katalognummer KSLA-0012–0014) umfasste drei CDs und wurde erstmals am 13. August 2004 veröffentlicht. Die insgesamt 56 Titel wurden von den Musikverantwortlichen des Spiels Jun Maeda, Shinji Orito und Magome Togoshi arrangiert. Nur die vier Titel Mag Mell, -Kage Futatsu-, Chiisana Tenohira und Ana verfügten über Gesang, der bei den drei erstgenannten von Riya stammt, während Lia Ana interpretierte.
| #   | Titel                                                               | Komposition    | Länge |
| --- | ------------------------------------------------------------------- | -------------- | ----- |
| 1   | Ushio (汐)                                                          | Magome Togoshi | 1:08  |
| 2   | Gensō (幻想)                                                        | Magome Togoshi | 3:22  |
| 3   | Mag Mell (メグメル) Text: Riya; Arrangement: Kiku; Gesang: Eufonius | Eufonius       | 4:52  |
| 4   | Machi, Toki no Nagare, Hito (町、時の流れ、人)                      | Shinji Orito   | 4:28  |
| 5   | Nagisa (渚)                                                         | Jun Maeda      | 4:10  |
| 6   | Sore wa Kaze no Yōni (それは風のように)                             | Shinji Orito   | 4:02  |
| 7   | Étude Pour les Petites Supercordes                                  | Magome Togoshi | 4:50  |
| 8   | Hurry Starfish (は～りぃすたーふぃしゅ)                             | Magome Togoshi | 4:18  |
| 9   | Kanojo no Honki (彼女の本気)                                        | Magome Togoshi | 4:06  |
| 10  | Shiryōshitsu no Ochakai (資料室のお茶会)                            | Shinji Orito   | 3:58  |
| 11. | Kochi (東風)                                                        | Shinji Orito   | 3:32  |
| 12. | Inaka Komichi (田舎小径)                                            | Magome Togoshi | 3:16  |
| 13. | Yūigi na Jikan no Sugoshikata (有意義な時間の過ごし方)              | Magome Togoshi | 3:20  |
| 14. | Hibi no Itoma (日々の遑)                                            | Shinji Orito   | 1:51  |
| 15. | Dumb (ダム)                                                         | Shinji Orito   | 4:56  |
| 16. | Baka Futari (馬鹿ふたり)                                            | Shinji Orito   | 2:28  |
| 17. | Kaijin ni Kaesu (灰燼に帰す)                                        | Shinji Orito   | 3:40  |
| 18. | Sonzai (存在)                                                       | Magome Togoshi | 2:25  |
| 19. | Tsuki no Isō (月の位相)                                             | Shinji Orito   | 3:52  |
| 20. | Muken (無間)                                                        | Shinji Orito   | 3:52  |

| #  | Titel                                                                                         | Komposition    | Länge |
| -- | --------------------------------------------------------------------------------------------- | -------------- | ----- |
| 1  | Yuki Nohara (雪野原)                                                                          | Shinji Orito   | 5:11  |
| 2  | Shionari (潮鳴り)                                                                             | Shinji Orito   | 2:37  |
| 3  | Shionari II (潮鳴り II)                                                                       | Shinji Orito   | 4:15  |
| 4  | TOE                                                                                           | Magome Togoshi | 2:44  |
| 5  | Onaji Takami e (同じ高みへ)                                                                   | Jun Maeda      | 1:59  |
| 6  | Negai ga Kanau Basho (願いが叶う場所)                                                         | Jun Maeda      | 2:49  |
| 7  | Sora ni Hikaru (空に光る)                                                                     | Magome Togoshi | 5:08  |
| 8  | -Kage Futatsu- (-影二つ-) Text: Kai; Arrangement: Magome Togoshi; Gesang: Riya                | Magome Togoshi | 5:37  |
| 9  | Shirotsumekusa (白詰草)                                                                       | Shinji Orito   | 3:44  |
| 10 | Haruka na Toshitsuki -piano- (遥かな年月 -piano-)                                             | Jun Maeda      | 1:56  |
| 11 | Natsu Jikan (夏時間)                                                                          | Magome Togoshi | 2:44  |
| 12 | Haruka na Toshitsuki (遥かな年月)                                                             | Jun Maeda      | 4:34  |
| 13 | Kantorī Torein (カントリートレイン)                                                           | Jun Maeda      | 2:54  |
| 14 | Negai ga Kanau Basho (願いが叶う場所)                                                         | Jun Maeda      | 4:08  |
| 15 | Ana Text: Yū Hagiwara; Arrangement: Magome Togoshi; Gesang: Lia                               | Traditional    | 5:46  |
| 16 | Nagisa~Saka no Shita no Wakare (渚～坂の下の別れ)                                             | Jun Maeda      | 3:54  |
| 17 | Chiisana Tenohira (小さなてのひら) Text: Jun Maeda; Arrangement: Magome Togoshi; Gesang: Riya | Jun Maeda      | 4:44  |

| #   | Titel | Komposition    | Länge |
| --- | --- | -------------- | ----- |
| 1.  | Gensō II (幻想 II) | Magome Togoshi | 1:54  |
| 2.  | Kochi -afternoon- (東風 -afternoon-)                                                                                        | Shinji Orito   | 3:33  |
| 3.  | Kochi -tempo up- (東風 -tempo up- )                                                                                         | Shinji Orito   | 3:04  |
| 4.  | Kochi -piano- (東風 -piano-)                                                                                                | Shinji Orito   | 1:45  |
| 5.  | Yūigi na Jikan no Sugoshikata -guitar- (有意義な時間の過ごし方 -guitar-)                                                    | Magome Togoshi | 3:21  |
| 6.  | Yūigi na Jikan no Sugoshikata -sax- (有意義な時間の過ごし方 -sax-)                                                          | Magome Togoshi | 3:22  |
| 7.  | Sonzai -e.piano- (存在 -e.piano-)                                                                                           | Magome Togoshi | 2:24  |
| 8.  | Sonzai -piano- (存在 -piano-)                                                                                               | Magome Togoshi | 2:27  |
| 9.  | Mag Mell -cockool mix- (full ver.) (メグメル -cockool mix- (full ver.)) Text: Riya; Arrangement: Eufonius; Gesang: Eufonius | Eufonius       | 4:27  |
| 10. | Mag Mell (short ver.) (メグメル (short ver.)) Text: Riya; Arrangement: Kiku; Gesang: Eufonius                               | Eufonius       | 2:40  |
| 11. | Mag Mell -cockool mix- (short ver.) (メグメル -cockool mix- (short ver.)) Text: Riya; Arrangement: Kiku; Gesang: Eufonius   | Eufonius       | 2:39  |
| 12. | -Kage Futatsu- (short ver.)" (-影二つ- (short ver.)) Text: Kai; Arrangement: Magome Togoshi; Gesang: Riya                   | Magome Togoshi | 2:34  |
| 13. | Ana (short ver.) Text: Yū Hagiwara; Arrangement: Magome Togoshi; Gesang: Lia                                                | –              | 5:25  |
| 14. | Ana (full ver.) Text: Yū Hagiwara; Arrangement: Magome Togoshi; Gesang: Lia                                                 | –              | 8:24  |
| 15. | Mag Mell (off vocal ver.) (メグメル (off vocal ver.)) Arrangement: Kiku                                                     | Eufonius       | 4:51  |
| 16. | Chiisana Tenohira (off vocal ver.) (小さなてのひら (off vocal ver.)) Arrangement: Magome Togoshi                            | Jun Maeda      | 4:40  |
| 17. | -Kage Futatsu- (off vocal ver.) (-影二つ- (off vocal ver.)) Arrangement: Magome Togoshi                                     | Magome Togoshi | 5:36  |
| 18. | Mishiyō Kyoku 1 (未使用曲 1)                                                                                                | Shinji Orito   | 3:31  |
| 19. | Mishiyō Kyoku 2 (未使用曲 2)                                                                                                | Magome Togoshi | 2:21  |

### Sorarado Append
Sorarado Append (ソララドアペンド, Katalognummer KSLA-0015) ist ein Musikalbum, welches das vorher veröffentlichte Album Sorarado ergänzt. Es wurde am 28. Dezember 2004 in Japan unter dem Label Key Sounds Label veröffentlicht. Vier der Titel wurden von Riya gesungen, die Teile der Hintergrundmusik des Spiels wiederverwendeten. Komponiert und arrangiert wurde das Album von Jun Maeda, Magome Togoshi, Manyo und Takumaru. Die Liedtexte wurden ebenfalls aus dem ursprünglichen Werk von Key übernommen.
| # | Titel                             | Komposition    | Arrangement | Länge |
| - | --------------------------------- | -------------- | ----------- | ----- |
| 1 | Onaji Takami (同じ高み)           | Jun Maeda      | Manyo       | 4:53  |
| 2 | Kaze no Shōjo (風の少女)          | Magome Togoshi | Manyo       | 3:50  |
| 3 | Hitohira no Sakura (ひとひらの桜) | Jun Maeda      | Takumaru    | 6:30  |
| 4 | Komorebi (木漏れ日)               | Magome Togoshi | Takumaru    | 4:00  |

### -Memento-
-Memento- (Katalognummer KSLA-0016) ist ein weiteres Arrange-Album, das auf dem Spiel basiert und am 28. Dezember 2004 abermals von Key Sounds Label veröffentlicht wurde. Es besteht aus zwei CDs mit jeweils 17 Titeln, die Remixes der Hintergrundmusik des Spiels sind. Die Titel Mag Mell, -Kage Futatsu-, Chiisana Tenohira und Sakura Jokyoku wurden von Riya gesungen. Der Titel Ana von Lia. Jeder der Titel wurde von einer anderen Person arrangiert – unter ihnen war ebenfalls OdiakeS, der bei früheren Werken von Key ebenfalls an der Musik beteiligt war.
| #  | Titel                                                                                                | Komposition    | Arrangement    | Länge |
| -- | --- | -------------- | -------------- | ----- |
| 1  | Mag Mell (メグメル) Text: Riya; Gesang: Eufonius                                                     | Eufonius       | Shinji Hosoe   | 6:10  |
| 2  | Hurry Starfish -PaPiPuPe Mix- (は～りぃすたーふぃっしゅ -PaPiPuPe Mix-)                              | Magome Togoshi | Manack         | 5:15  |
| 3  | Onaji Takami e (同じ高みへ)                                                                          | Jun Maeda      | Shinji Orito   | 5:41  |
| 4  | Baka Futari (馬鹿ふたり)                                                                             | Shinji Orito   | Magome Togoshi | 5:29  |
| 5  | Tsuki no Isō (月の位相)                                                                              | Shinji Orito   | Jun.A          | 4:25  |
| 6  | Yuki Nohara (雪野原)                                                                                 | Shinji Orito   | ZTS            | 9:08  |
| 7  | -Kage Futatsu- -MintJam Mix- (-影二つ- -MintJam Mix-) Text: Kai; Gesang: Riya                        | Magome Togoshi | MintJam        | 5:20  |
| 8  | Ana Text: Yū Hagiwara; Gesang: Lia                                                                   | Traditional    | Soshi Hosoi    | 6:21  |
| 9  | Nagisa~Saka no Shita no Wakare -Warm Piano Arrange- (渚～坂の下の別れ -Warm Piano Arrange-)          | Jun Maeda      | Tabibito       | 4:14  |
| 10 | Chiisana Tenohira -new seasons mix- (小さなてのひら -new seasons mix-) Text: Jun Maeda; Gesang: Riya | Jun Maeda      | bermei.inazawa | 4:27  |

| # | Titel                                                  | Komposition    | Arrangement       | Länge |
| - | ------------------------------------------------------ | -------------- | ----------------- | ----- |
| 1 | Ushio (汐)                                             | Magome Togoshi | Lians             | 4:24  |
| 2 | Sore wa Kaze no Yōni (それは風のように)                | Shinji Orito   | Toshihiko Inoue   | 4:21  |
| 3 | Yūigi na Jikan no Sugoshikata (有意義な時間の過ごし方) | Magome Togoshi | Kotono            | 3:19  |
| 4 | Shiryōshitsu no Ochakai (資料室のお茶会 GMBP2004MIX)   | Shinji Orito   | GMBP              | 4:24  |
| 5 | Kaijin ni Kaesu (灰燼に帰す)                           | Shinji Orito   | Kazuhiko Shimochi | 5:28  |
| 6 | Sora ni Hikaru (空に光る)                              | Magome Togoshi | OdiakeS           | 4:13  |

### Piano no Mori
Piano no Mori (ピアノの森, Katalognummer KSLA-0021) ist ein Arrange-Album das Musikstücke aus Clannad und Tomoyo After – It’s a Wonderful Life aufgriff. In allen Titeln bekam dabei ein Piano die tragende Rolle für die Melodie. Das Album bestand aus einer CD mit 10 Titeln und wurde am 29. Dezember 2005 von Key Sounds Label veröffentlicht. Die ersten fünf Titel bauen auf Stücken aus Clannad auf, während die verbleibenden fünf Titel auf den Melodien von Tomoyo After – It’s a Wonderful Life aufsetzten. Komponiert und produziert wurde es von Jun Maeda, Shinji Orito, Magome Togoshi und Eufonius. Arrangiert wurden alle Stücke von Ryō Mizutsuki.
| #  | Titel                              | Komposition    | Länge |
| -- | ---------------------------------- | -------------- | ----- |
| 1  | Onaji Takami e (同じ高みへ)        | Jun Maeda      | 3:54  |
| 2  | Mag Mell (メグメル)                | Eufonius       | 4:53  |
| 3  | Shirotsumekusa (白詰草)            | Magome Togoshi | 5:07  |
| 4  | Chiisana Tenohira (小さなてのひら) | Jun Maeda      | 4:41  |
| 5  | -Kage Futatsu- (-影二つ-)          | Magome Togoshi | 5:12  |
| 6  | Dear Old Home                      | Shinji Orito   | 4:44  |
| 7  | Rivulet                            | Shinji Orito   | 5:38  |
| 8  | Worth Living                       | Shinji Orito   | 6:14  |
| 9  | Harmony With Sorrow                | Jun Maeda      | 7:30  |
| 10 | Love Song                          | Magome Togoshi | 6:51  |